# HMS V3
Pour les articles homonymes, voir V3.
Le HMS V3 est un sous-marin britannique de classe V construit pour la Royal Navy par Vickers à Barrow-in-Furness. Sa quille est posée en janvier 1914, il a été lancé le 1er avril 1915 et terminé en janvier 1916. Le HMS V3 a été vendu en octobre 1920.